# La lotta per un tesoro
La lotta per un tesoro (The Best of Luck) è un film muto del 1920 diretto da Ray C. Smallwood. La sceneggiatura di Albert S. Le Vino si basa sull'omonimo testo teatrale di Cecil Raleigh, Henry Hamilton e Arthur Collins andato in scena in prima a Londra al Drury Lane il 27 settembre 1916. Prodotto dalla Screen Classics Inc. sotto la supervisione di Maxwell Karger, il film aveva come interpreti Kathryn Adams, Jack Holt, Lila Leslie, Fred Malatesta.

## Trama

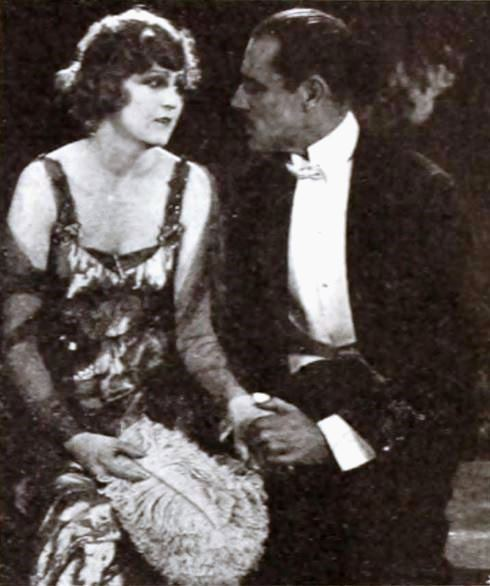
Kathryn Adams e Jack Holt

Leslie MacLeod, una giovane americana venuta in Scozia dopo avere acquistato il castello dei suoi avi, ha al suo seguito due corteggiatori. Lei, tra i due, ama Kenneth, lord Glenayr, mentre non sopporta il secondo, Lanzana, uno spagnolo senza scrupoli al quale il governo spagnolo ha affidato il compito di recuperare una cassa di gioielli che si trovava su una nave affondata con la flotta dell'Invincibile armada al largo della costa. In cambio, Lanzana potrà ottenere un titolo nobiliare. Irritato dal rifiuto di Leslie che ha respinto la sua proposta di matrimonio, Lanzana tenta di drogare il suo vino, ma lei cambia bicchiere e Lanzana prende il vino drogato al posto suo. Quando l'uomo si addormenta, Leslie gli ruba la mappa del tesoro, portandola a Glenayr. Con l'aiuto del sottomarino di un amico, i due trovano il relitto e Glenayr si tuffa per recuperare il tesoro. Viene attaccato però da Lanzana: i due lottano ferocemente e Lanzana resta ucciso, annegato. Glenayr recupera i gioielli e, alla fine, sposa Leslie.

## Produzione
Il film fu prodotto dalla Screen Classics Inc. Alcune scene vennero girate nelle acque nei pressi di San Pedro, in California, usando un sottomarino della marina statunitense. Per la scena dell'auto che cade dal ponte, girata sul Devil's Gate, un ponte destinato alla demolizione sull'Arroyo Seco vicino a Pasadena, furono usati sei cameraman.
Nel film, appaiono Carl Sawyer e Irish Meusel, due giocatori professionisti di baseball.

## Distribuzione
Il copyright del film, richiesto dalla Metro, fu registrato il 14 giugno 1920 con il numero LP15246.
Distribuito dalla Metro Pictures Corporation, il film uscì nelle sale statunitensi nel luglio 1920.
In Italia, distribuito dalla Metro, ottenne nel maggio 1923 il visto di censura numero 18163.
Non si conoscono copie ancora esistenti della pellicola che viene considerata presumibilmente perduta.